# 元熙 (前赵)
元熙（304年十月—308年九月）是十六国时期汉光文帝劉淵的第一个年号，共计5年。这也是前赵（汉）的第一个年号。
元熙五年十月改元永凤元年。

## 纪年
| 元熙 | 元年  | 二年  | 三年  | 四年  | 五年  |
| ---- | ----- | ----- | ----- | ----- | ----- |
| 公元 | 304年 | 305年 | 306年 | 307年 | 308年 |
| 干支 | 甲子  | 乙丑  | 丙寅  | 丁卯  | 戊辰  |

## 参看
- 中国年号索引
  - 其他时期使用的元熙年号
- 同期存在的其他政权年号
  - 建武（304年七月-304年十一月）：西晋惠帝司马衷的年号
  - 建兴（304年十月-306年六月）：成武帝李雄的年号
  - 永兴（304年十二月-306年六月）：西晋惠帝司马衷的年号
  - 光熙（306年六月-十二月）：西晋惠帝司马衷的年号
  - 晏平（306年六月-310年）：成武帝李雄的年号
  - 永嘉（307年-313年四月）：西晋怀帝司马炽的年号

| 前一年號： -- | 漢趙年号 元熙 | 下一年號： 永凤 |